# Bellshill
Bellshill er en by i North Lanarkshire i Skotland som ligger cirka tre km nord for Motherwell. Bellshill har omkring 30,000 indbyggere (2001) og har siden 1996 været en del af Greater Glasgow.

## Kendte personer fra Bellshill
- Robin Cook, politiker
- Henry Dyer, ingeniør
- Sheena Easton, sanger
- Paul McGuigan, filminstruktør
- John Reid, politiker
- Harry Stanley, maler
- Gary McAllister, fodboldspiller
- Craig Brown, fodboldspiller
- Sir Matt Busby, fodboldmanager
- Brian McClair, fodboldspiller
- Ally McCoist, fodboldspiller
- Mike Denness, cricketspiller
- Barry Ferguson, fodboldspiller
- Derek Ferguson, fodboldspiller
- Tom McKean, mellemdistanceløber
- Billy McNeill, fodboldspiller
- Phil O'Donnell, fodboldspiller

### Musikgrupper
- BMX Bandits
- De Rosa (band)
- Teenage Fanclub
- Soup Dragons